# Maximilian Fretter-Pico
Maximilian Fretter-Pico (* 6. Februar 1892 in Karlsruhe; † 4. April 1984 in Kreuth am Tegernsee) war ein deutscher General der Artillerie im Zweiten Weltkrieg.

## Leben
Fretter-Pico trat am 20. September 1910 als Offiziersanwärter in das Feldartillerie-Regiment „Großherzog“ (1. Badisches) Nr. 14 in Karlsruhe ein und besuchte von März bis November 1911 die Kriegsschule in Danzig. Am 27. Januar 1912 wurde er zum Leutnant befördert und absolvierte von September 1913 bis Januar 1914 einen Lehrgang an der Artillerieschule in Jüterbog.

### Erster Weltkrieg
Mit seinem Regiment zog er als Adjutant in den Ersten Weltkrieg und übernahm im Januar 1915 einen Ballonabwehrkanonen-Zug. Am 18. September 1915 erfolgte seine Beförderung zum Oberleutnant. Im Mai 1916 gab er sein Kommando wieder ab und war bis 1918 als Adjutant in verschiedenen Brigaden und Divisionen tätig. Im Januar und Februar 1918 absolvierte er eine Generalstabsausbildung im Oberkommando der Heeresgruppe Herzog Albrecht von Württemberg. Vor Kriegsende erfolgte am 18. Oktober 1918 seine Beförderung zum Hauptmann. Für sein Wirken während des Krieges hatte er neben beiden Klassen des Eisernen Kreuzes, das Ritterkreuz II. Klasse des Ordens vom Zähringer Löwen mit Schwertern, das Hamburger Hanseatenkreuz sowie das Verwundetenabzeichen in Schwarz erhalten.

### Zwischen den Weltkriegen
Nach seiner Übernahme in die Reichswehr war er zunächst im Stab des 1. (Preußisches) Artillerie-Regiments in Königsberg tätig und wurde anschließend bis April 1923 in den Stab des Gruppenkommandos 1 nach Berlin versetzt. Es folgte bis Oktober 1927 eine Tätigkeit im Reichswehrministerium in der Heeres-Operationsabteilung T 1, die lediglich durch eine einjährige Versetzung von Oktober 1925 bis Oktober 1926 als Kompaniechef in das 6. (Preußisches) Artillerie-Regiment nach Hannover unterbrochen wurde.
Anschließend kehrte er als Chef der 8. Batterie des 6. Artillerie-Regiments wieder nach Hannover zurück und behielt dieses Kommando bis September 1930. Nachdem Fretter-Pico eine zweimonatige Ausbildung an der Heeres-Reitschule absolviert hatte, wurde er in den Stab der 1. Kavallerie-Division nach Königsberg versetzt. Dort verblieb er bis Oktober 1933. Am 1. April 1932 wurde er zum Major und am 1. März 1935 zum Oberstleutnant befördert. Im Oktober 1935 erfolgte seine Versetzung in die Abteilung „Fremde Heere“ im Oberkommando des Heeres. Eingesetzt wurde er als Stellvertreter der Abteilung und Leiter der Gruppe „Fremde Heere Ost“. Sein Vorgesetzter war Oberst i. G. Kurt von Tippelskirch. Am 1. August 1937 erhielt er in diesem Arbeitsbereich die Beförderung zum Oberst. Im Jahre 1938 wurde er im Rahmen seines Zuständigkeitsgebietes zur Türkischen Armee abkommandiert, für deren Feindbewertung er ebenfalls zuständig war. Nach seiner Rückkehr erfolgte seine Ernennung zum Chef des Stabes des Generalkommandos der Grenztruppen Saarpfalz in Kaiserslautern.

### Zweiter Weltkrieg
Nach dem Beginn des Zweiten Weltkriegs wurde dieses Generalkommando am 17. September 1939 in XXIV. Armeekorps umbenannt. Im Rahmen des Westfeldzugs nahm das Korps an den Kämpfen in Frankreich teil. Am 1. März 1941 erfolgte seine Beförderung zum Generalmajor und im April desselben Jahres wurde er kurzzeitig in die Führerreserve versetzt. Am 19. April 1941 übernahm er als Kommandeur die 97. leichte Infanterie-Division. Mit dieser kämpfte er von Beginn des Unternehmens Barbarossa, dem Überfall auf die Sowjetunion, im Bereich der Heeresgruppe Süd. Am 1. November 1941 nahm die Division die Stadt Artemowsk ein und baute sie als Maßnahme für den kommenden Winter zu einer Versorgungs- und Auffrischungszentrale für die 17. Armee aus. Dazu musste die feindliche Artillerie so weit zurückgedrängt werden, dass die Stadt außerhalb deren Reichweite lag. Vorstöße nach Osten und die Bildung der Linie Troizkoje-Kalinowo-Kaganowitscha erreichten dieses Ziel. Obwohl diese Linie weit über das Verteidigungsvermögen einer Division hinausging und keine ausreichende Winterausrüstung vorhanden war, konnte die Division den ganzen Dezember hindurch Angriffe der zahlenmäßig weit überlegenen feindlichen Truppen abwehren.
Für die Erfolge der ihm unterstellten Division wurde Fretter-Pico am 27. Dezember 1941 das Ritterkreuz des Eisernen Kreuzes verliehen und er anschließend mit der Führung des XXX. Armeekorps betraut. Am 15. Januar 1942 wurde er zunächst zum Generalleutnant und bereits am 1. Juni 1942 zum General der Artillerie befördert und somit Kommandierender General des Korps. In dieser Eigenschaft erhielt er am 19. September 1942 das Deutsche Kreuz in Gold.
Im Winter 1942/43 führte Fretter-Pico die aus seinem Korps zeitweilig gebildete Armeeabteilung Fretter-Pico, anschließend wieder das XXX. Armeekorps. Am 16. Januar 1944 wurde er mit dem Eichenlaub zum Ritterkreuz des Eisernen Kreuzes ausgezeichnet (368. Verleihung). Anfang Juli 1944 wurde er kurzzeitig wieder in die Führerreserve versetzt, um Mitte des Monats das Kommando über die 6. Armee zu übernehmen, die wenig später während der sowjetischen Operation Jassy-Kischinew vernichtet wurde und anschließend neu aufgestellt werden musste. Durch die Unterstellung der ungarischen 2. bzw. 3. Armee wurde sie zeitweilig auch als „Armeegruppe Fretter-Pico“ bezeichnet. Am 23. Dezember 1944 gab er sein Kommando ab und wurde zur besonderen Verwendung des Oberkommandos des Heeres gehalten. Dieses setzte ihn am 25. März 1945 als Beisitzer im Kriegsgerichtsverfahren in Torgau gegen den General der Panzertruppe Walter Fries ein. Fries hatte entgegen dem ausdrücklichen Befehl Hitlers die Aufgabe der zur Festung erklärten Stadt Warschau und den Rückzug der deutschen Truppen veranlasst. Die Verhandlung endete am 30. März 1945 mit einem Freispruch Fries’ und Fretter-Pico wurde mit seinem letzten Kommando zum Befehlshaber des Wehrkreises IX mit Sitz in Kassel ernannt. Am 22. April 1945 geriet er in der Nähe von Blankenburg im Harz in US-amerikanische Kriegsgefangenschaft, aus der er Mitte 1947 entlassen wurde.

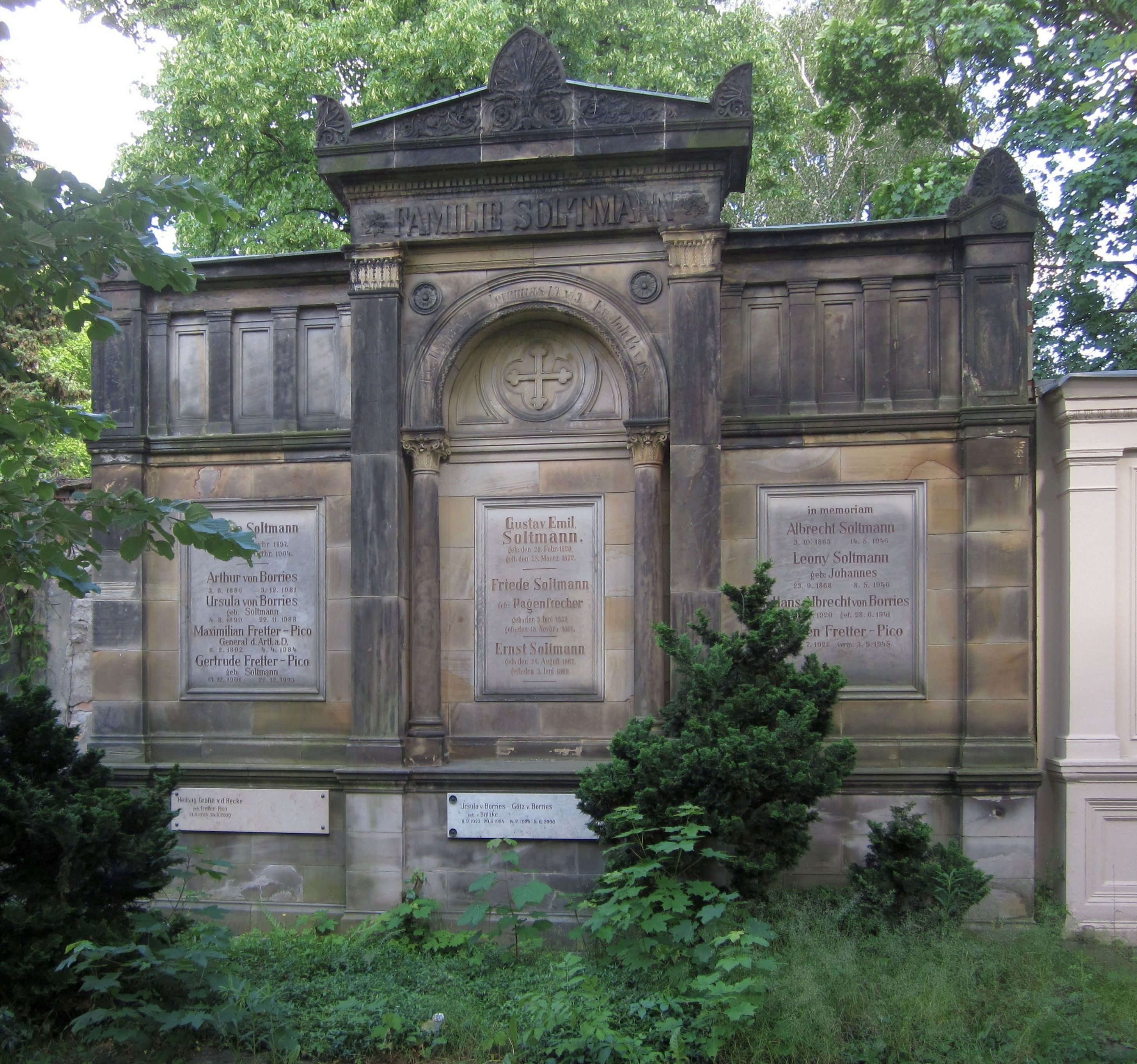
Das Erbbegräbnis Soltmann, in dem Maximilian Fretter-Pico und seine Frau beigesetzt wurden.

### Nachkriegszeit
In den Nachkriegsjahren verfasste er mehrere Bücher, in denen er sich mit der Rolle der Wehrmacht auseinandersetzte.
Maximilian Fretter-Pico verstarb im Alter von 92 Jahren am 4. April 1984 in Kreuth am Tegernsee. Beigesetzt wurde er auf dem Friedhof IV der Jerusalems- und Neuen Kirche an der Bergmannstraße in Berlin-Kreuzberg, im Erbbegräbnis der Familie Soltmann, der seine Frau Gertrude (1901–1993) entstammte.

## Familie
Der ein Jahr jüngere Generalleutnant Otto Fretter-Pico war sein Bruder.

## Schriften
- Mißbrauchte Infanterie. Deutsche Infanterie-Divisionen im osteuropäischen Großraum 1941 bis 1944. Verlag für Wehrwesen Bernard & Graefe, Frankfurt am Main 1957.
- Verlassen von des Sieges Göttern – (Mißbrauchte Infanterie). Kyffhäuser Verlag, Wiesbaden 1969.
- Die Jahre danach : Erinnerungen 1945 - 1984, Biblio Verlag Osnabrück 1985.